# JJ (雜誌)
《JJ》（日语：ジェイ・ジェイ）是日本光文社發行的女性時尚雜誌，1975年6月創刊，每月23日發行。其主要客群為女大學生，以主打「男性喜愛的端莊時尚」著稱，係面向20代出頭女性發行的「赤文字系」雜誌之一。

## 概要
該雜誌最初是做為《女性自身》的別冊（特刊）隔月發行一次，至1978年才以現名成為獨立月刊。刊名「JJ」即為《女性自身》的羅馬字名稱「Josei-Jishin」的縮寫。該雜誌的成功，激起日本其他出版社日後發行《CanCam》、《ViVi》、《Ray》等風格與版面設計類似的雜誌，被合稱為「赤文字系」雜誌（意指刊名都是以紅底配色）。

## 相關項目
- CLASSY.
- bis

## 外部鏈結
- JJnet （页面存档备份，存于） - 官方網站 （日語）
- JJ的X（前Twitter） （日語）